# Астрильд масковий
Астри́льд масковий (Estrilda nigriloris) — вид горобцеподібних птахів родини астрильдових (Estrildidae). Ендемік Демократичної Республіки Конго. Масковий астрильд раніше вважався підвидом смугастого астрильда, однак був визнаний окремим видом.

## Опис
Маскові астрильди досягають довжини 11 см. Вони є дуже схожими на смугастих астрильдів, однак вирізняються чорною, а не червоною "маскою" на обличчі, а також коротшим дзьобом.

## Поширення і екологія
Маскові астрильди мешкають в басейні річки Луалаба та в районі озера Упемба на півдні ДР Конго, зокрема в Національному парку Упемба. Вони живуть на високотравних луках та в чагарникових заростях, зустрічаються зграями. Вид не спостерігався з 1950 року.